# Neue Vahr Süd
Neue Vahr Süd ist ein Roman von Sven Regener, erschienen 2004. Der Titel bezieht sich auf das Neubaugebiet Neue Vahr Süd im Osten Bremens. Das Buch spielt vom 30. Juni 1980 bis Mitte November desselben Jahres und erzählt die Vorgeschichte von Frank Lehmann, der Hauptfigur in Regeners Roman Herr Lehmann.

## Inhalt
Frank Lehmann, den zu dieser Zeit noch niemand Herr Lehmann nennt, muss seinen Grundwehrdienst bei der Bundeswehr in der Niedersachsen-Kaserne in Dörverden, Ortsteil Barme, ableisten. Aus ihm selbst weitgehend unbegreiflichen Gründen hat er es verschlafen, den Kriegsdienst zu verweigern. Seine Eltern nutzen seine erste Woche in der Kaserne dazu, Franks Zimmer für das Hobby des Vaters umzuräumen. Daraufhin zieht Frank in eine Wohngemeinschaft mit Studenten, die sich in „Organisierte“ bzw. Ex-Organisierte teilen, und Punks im Ostertorviertel in Bremen. Ein Versuch, noch während des Wehrdienstes einen Antrag auf Kriegsdienstverweigerung zu stellen, scheitert.
Der Roman schildert ausführlich und mit trockenem Humor die Absurditäten des Bundeswehralltags in Zeiten der Wehrpflicht, den Alltag in einer WG mit ihren Konflikten und Sticheleien sowie Erfahrungen mit Liebschaften im Umfeld dieser Gruppe.

## Fortsetzungen
Die Geschichte wird fortgesetzt im Roman Der kleine Bruder (erschienen 2008), der die Erlebnisse des Protagonisten direkt nach seiner Ankunft in Berlin im November 1980 schildert. Beide Bände gemeinsam bilden die Vorgeschichte für Regeners Roman Herr Lehmann, der 1989 spielt und zeitlich zuerst (nämlich 2001) erschienen ist.